# Аккисы
Аккисы — народ упоминаются у римского историка Гай Плиний Секунда.
В историко-географические труды римских авторов содержатся данные о народах I в. н. э. Г. Плиния Секунда и Помпония Мелы. Первый писал о кисах, кизиках/кизах, живущих к востоку от Азовского моря за коммериями и скифами, а также об аккисах и агдеях в низовьях Киссийских гор, расположенных в Центральном Предкавказье. Второй в одном ряду с киммериями, ахеями, керкетами упоминает племенное название киссианты, также вызывающее ассоциации с касами.
При этом в отношении аккисов Центрального Кавказа некоторыми авторами предполагается, что это касы или черкесы, так как в сочинениях средневековых авторов Пахимера, Ибн-Саида, Абу-л-Фиды акасы и страна ал-Акасара вблизи Дарьяльского ущелья по мнению некоторых авторов прямо отождествляются с черкесами и Черкесией. По мнению других авторов аккисы это аккий (аккинцы) если допустить, что под «аккисами» скрываются аккинцы. то речь идет о высокогорном Акки, что в верховьях р. Гехи.